# Cerro Belvedere
El cerro Belvedere es un cerro que se encuentra al Este del Lago Correntoso, en la provincia del Neuquén, Argentina.
Su pico principal tiene una altura de 1992 m s. n. m. y tiene un pico secundario conocido como Falso o Filo Belvedere, de 1685 m s. n. m.
- Datos: Q21846451